# 村田三七男
村田 三七男（むらた みなお MINAO MURATA、1961年2月23日 - ）は、日本の博士、研究者。山口県出身。
九州工業大学大学院、千葉商科大学大学院政策研究科博士課程修了。
制御理論を応用した留学生政策と仲間資本による起業理論の研究が専門である。現在は「品質管理活動から世界戦略活動」、「国際交流から仲間資本の形成促進事業」などの研究を行っている。

## 経歴
大学生時代に明治家庭教師学院を起業し、家庭で子供と両親の間で子供の成長に必要な進路や勉強方法をアドバイスし、多くの子供を希望した学校に進学させた。大学では組織内での自動制御を研究し、大学院ではコスタリカにて2年間、その実験を行った。その後、川崎製鉄（現JFEスチール）に入社し、設備部門に配属された。工場では電気設計を主に行ったが、千葉製鉄所の改善活動の事務局長も務めた。その後、半導体製造工場の施設マネージャーを経て改善活動及び専門教育、方針管理のマネージャーをした。 社会人枠で　千葉商科大学院博士課程に入学し、留学生政策の博士号を取得した。ボランティア活動として、千葉県国際交流連絡協議会を設立し、留学生支援活動に従事した時期もあった。また、起業家として、コモエスタホールディングスという会社を設立し、代表を務めた時期もあった。現在は葉商科大学経済研究所の客員研究員として、起業理論の研究を進めている。

## 作品リスト

### 論文
- 「我が国の高度外国人技術者を確保する政策」（2009）千葉商科大学
- 「ソフトな留学生政策」（2010）千葉商科大学経済研究所
- 「ソフトな改善による豊かな社会づくり」（2011）千葉商科大学経済研究所
- 「ソフトな高齢社会における宗教の役割」（2012）ソフト社会研究所
- 「ソフトな高齢社会における農業と地域社会の役割」（2012）ソフト社会研究所
- 「在日外国人留学生への支援活動における地域住民の役割～英語をうまく話せない留学生のついての事例から～」（2004）CUC　Policy　Studies　Review
- 「在日外国人留学生の日本への定住化モデル～専門的・技術的職業従事者の確保～」（2005）留学生教育
- 「在日外国人労働者政策での留学生支援活動のモデル化～留学生10万人受入達成後の問題について～」（2005）CUC　Policy　Studies　Review

### 学会発表
- 「英語をうまく話せない外国人留学生への支援活動～ｻﾎﾟｰﾄﾈｯﾄﾜｰｸ＜千葉県国際交流連絡協議会＞の組織化を通して～」（2003） 留学生教育学会
- 「自律分散認知学習ｼｽﾃﾑ制御」（1987）計測自動制御学会
- 「わが国の高度外国人技術者を確保する政策　-理工系外国人留学生の日本への定着化-」（2005）留学生教育学会
- 「理工系外国人留学生の日本企業への定着化」（2006）留学生教育学会

### その他
- 留学生教育学会所属（2003年～）
- 移民政策学会所属（設立年～）